# هوول هفلین
هوول هفلین (به انگلیسی: Howell Thomas Heflin) سناتور سابق عضو حزب دموکرات ایالات متحده آمریکا بود. وی در سال ۱۹۷۹ تا ۱۹۹۷ میلادی سناتور ایالت آلاباما در سنای ایالات متحده آمریکا بود.